# Білгородський сільський округ
Бі́лгородський сільський округ (каз. Белгород ауылдық округі, рос. Белгородский сельский округ) — адміністративна одиниця у складі Сандиктауського району Акмолинської області Казахстану. Адміністративний центр — село Білгородське.
Населення — 657 осіб (2021; 918 у 2009, 1500 у 1999, 2007 у 1989).
Станом на 1989 рік існувала Білгородська сільська рада (села Білгородське, Новодобринка, Приображенка, Профінтерн, Роздольне). Село Профінтерн було ліквідоване 2006 року, село Новодобринка — 2009 року.

## Склад
До складу округу входять такі населені пункти:
| Населений пункт      | Населення, осіб (1989) | Населення, осіб (1999) | Населення, осіб (2009) | Населення, осіб (2021) |
| -------------------- | ---------------------- | ---------------------- | ---------------------- | ---------------------- |
| Білгородське, село   | 1157                   | 760                    | 547                    | 404                    |
| --Новодобринка, село | 186                    | 158                    | 15                     | 1                      |
| Преображенка, село   | 295                    | 231                    | 159                    | 116                    |
| Профінтерн, село     | 87                     | 36                     | -                      | -                      |
| Роздольне, село      | 282                    | 315                    | 197                    | 136                    |